# Panaríti (ort i Grekland)
Panaríti (Panariti) är en ort i Grekland.   Den ligger i prefekturen Nomós Korinthías och regionen Peloponnesos, i den södra delen av landet, 100 km väster om huvudstaden Aten. Panaríti ligger 449 meter över havet och antalet invånare är 349.
Terrängen runt Panaríti är kuperad åt nordost, men åt sydväst är den bergig. Panaríti ligger nere i en dal. Runt Panaríti är det ganska glesbefolkat, med 28 invånare per kvadratkilometer. Närmaste större samhälle är Xylókastro, 12,4 km nordost om Panaríti. 